# Kansas City Chiefs 2010
La stagione 2010 dei Kansas City Chiefs è stata la 41ª nella National Football League e la 51ª complessiva.
La squadra veniva da un record di 4-12 ma, guidata dal quarterback Matt Cassel e dal running back Jamaal Charles, riuscì a salire a 10-6 e a vincere la AFC West division per la prima volta dal 2003.

## Roster
| Roster dei Kansas City Chiefs nel 2010 |
| --- |
| Quarterback - 7 Matt Cassel - 12 Brodie Croyle - 4 Tyler Palko Running Back - 26 Jackie Battle - 46 Tim Castille FB - 25 Jamaal Charles - 42 Mike Cox FB - 20 Thomas Jones Wide Receiver - 82 Dwayne Bowe - 84 Chris Chambers - 10 Terrance Copper - 17 Kevin Curtis - 14 Quinten Lawrence - 22 Dexter McCluster RB/KR - 15 Verran Tucker Tight End - 81 Tony Moeaki - 85 Jake O'Connell - 45 Leonard Pope Offensive Linemen - 76 Branden Albert T - 73 Jon Asamoah G - 65 Ryan Lilja G - 64 Rudy Niswanger C - 75 Ryan O'Callaghan T - 67 Barry Richardson T - 54 Brian Waters G - 62 Casey Wiegmann C Defensive Linemen - 72 Glenn Dorsey DE - 95 Ron Edwards NT - 92 Wallace Gilberry DE - 94 Tyson Jackson DE - 90 Shaun Smith DE - 98 Anthony Toribio NT Linebacker - 52 Charlie Anderson OLB - 59 Jovan Belcher ILB - 93 Cory Greenwood ILB - 91 Tamba Hali OLB - 56 Derrick Johnson ILB - 51 Corey Mays ILB - 96 Andy Studebaker OLB - 50 Mike Vrabel OLB - 53 Demorrio Williams ILB Defensive Back - 21 Javier Arenas CB/PR - 29 Eric Berry SS - 39 Brandon Carr CB - 34 Travis Daniels CB - 24 Brandon Flowers CB - 48 Reshard Langford SS - 23 Kendrick Lewis FS - 47 Jon McGraw FS - 35 Ricky Price FS Special Team - 2 Dustin Colquitt P - 43 Thomas Gafford LS - 6 Ryan Succop K Lista delle riserve - 41 Jackie Bates CB (IR) - 87 Brad Cottam TE (PUP) - 38 Tervaris Johnson RB (IR) - 31 Maurice Leggett CB (IR) - 55 Cameron Sheffield OLB (IR) - 83 Jerheme Urban WR (IR) - 27 Donald Washington SS (IR) - 8 Chandler Williams WR (IR) Squadra di allenamento - 57 Justin Cole ILB - 70 Dion Gales DE - 74 Bobby Greenwood OT/DE - 66 Darryl Harris G - 11 Jeremy Horne WR - 99 Micah Johnson ILB - 80 Cody Slate TE - 97 Pierre Walters OLB |
| Legenda - I rookie sono in corsivo. - Il primo ruolo è il principale mentre gli eventuali successivi indicano i ruoli secondari. - (IR) sta per Injured Reserve ed indica la lista ristretta per un solo giocatore infortunato che può tornare ad allenarsi dopo la settimana 6 e a rientrare in prima squadra dopo che questa ha giocato 8 partite. - (NF-Inj.) / (NF-Ill.) stanno rispettivamente per Non-Football Injured e Non-Football Illness ed indicano le liste dove viene inserito un giocatore che ha un infortunio o una malattia non dipendente dal football americano. - (PUP) sta per Physically Unable to Perform ed indica la lista dove viene inserito un giocatore mentre è in attesa di recuperare la condizione fisica. Nella stagione regolare dopo la sesta partita giocata dalla propria squadra, il giocatore ha tempo tre settimane per riprendere ad allenarsi, più tre settimane aggiuntive dal suo rientro agli allenamenti per rientrare in prima squadra. |

## Calendario
| Stagione regolare |                    |                       |                    |                    |                                 |                    |                    |                    |
| Turno             | Data               | Avversario            | Risultato          | Record             | Stadio                          | Sintesi            |                    |                    |
| 1                 | 13 settembre       | San Diego Chargers    | V 21–14            | 1–0                | Arrowhead Stadium               | Recap              |                    |                    |
| 2                 | 19 settembre       | at Cleveland Browns   | V 16–14            | 2–0                | Cleveland Browns Stadium        | Recap              |                    |                    |
| 3                 | 26 settembre       | San Francisco 49ers   | V 31–10            | 3–0                | Arrowhead Stadium               | Recap              |                    |                    |
| 4                 | Settimana di pausa | Settimana di pausa    | Settimana di pausa | Settimana di pausa | Settimana di pausa              | Settimana di pausa | Settimana di pausa | Settimana di pausa |
| 5                 | 10 ottobre         | at Indianapolis Colts | S 9–19             | 3–1                | Lucas Oil Stadium               | Recap              |                    |                    |
| 6                 | 17 ottobre         | at Houston Texans     | S 31–35            | 3–2                | Reliant Stadium                 | Recap              |                    |                    |
| 7                 | 24 ottobre         | Jacksonville Jaguars  | V 42–20            | 4–2                | Arrowhead Stadium               | Recap              |                    |                    |
| 8                 | 31 ottobre         | Buffalo Bills         | V 13–10 (DTS)      | 5–2                | Arrowhead Stadium               | Recap              |                    |                    |
| 9                 | 7 novembre         | at Oakland Raiders    | S 20–23 (DTS)      | 5–3                | Oakland–Alameda County Coliseum | Recap              |                    |                    |
| 10                | 14 novembre        | at Denver Broncos     | S 29–49            | 5–4                | Invesco Field at Mile High      | Recap              |                    |                    |
| 11                | 21 novembre        | Arizona Cardinals     | V 31–13            | 6–4                | Arrowhead Stadium               | Recap              |                    |                    |
| 12                | 28 novembre        | at Seattle Seahawks   | V 42–24            | 7–4                | Qwest Field                     | Recap              |                    |                    |
| 13                | 5 dicembre         | Denver Broncos        | V 10–6             | 8–4                | Arrowhead Stadium               | Recap              |                    |                    |
| 14                | 12 dicembre        | at San Diego Chargers | S 0–31             | 8–5                | Qualcomm Stadium                | Recap              |                    |                    |
| 15                | 19 dicembre        | at St. Louis Rams     | V 27–13            | 9–5                | Edward Jones Dome               | Recap              |                    |                    |
| 16                | 26 dicembre        | Tennessee Titans      | V 34–14            | 10–5               | Arrowhead Stadium               | Recap              |                    |                    |
| 17                | 2 gennaio          | Oakland Raiders       | S 10–31            | 10–6               | Arrowhead Stadium               | Recap              |                    |                    |

## Classifiche
| AFC West               |    |    |   |      |     |      |     |     |     |
|                        | V  | S  | P | %    | DIV | CONF | PF  | PS  | STR |
| (4) Kansas City Chiefs | 10 | 6  | 0 | .625 | 2–4 | 6–6  | 366 | 326 | S1  |
| San Diego Chargers     | 9  | 7  | 0 | .563 | 3–3 | 7–5  | 441 | 319 | V1  |
| Oakland Raiders        | 8  | 8  | 0 | .500 | 6–0 | 6–6  | 410 | 371 | V1  |
| Denver Broncos         | 4  | 12 | 0 | .250 | 1–5 | 3–9  | 344 | 471 | S1  |